# George Pataki
George Elmer Pataki (Peekskill, Nueva York; 24 de junio de 1945) es un político estadounidense del Partido Republicano. Fue el 53.º gobernador de Nueva York del 1 de enero de 1995 al 31 de diciembre de 2006.

## Biografía
Graduado de Yale en 1967 y de la Facultad de Derecho de Columbia en 1970.
Se desempeñó como alcalde de Peekskill de 1981 a 1984. De 1985 a 1992, estuvo en la Asamblea Estatal de Nueva York y luego, de 1993 a 1994, en el Senado del mismo estado.
El 8 de noviembre de 1994, George Pataki fue elegido gobernador el estado de Nueva York, al derrotar al gobernador en el cargo, el demócrata Mario Cuomo. En 1998, es reelegido para el segundo mandato con el 54 % de los votos contra el 33 % del demócrata Peter Vallone. Finalmente, en 2002, fue reelegido para un tercer mandato con el 49% de los votos frente al 33% del demócrata Carl McCall y el 14% del candidato independiente Tom Golisano.
Durante su mandato, Pataki realizó numerosos recortes en el gasto público en educación y sanidad, aunque fue autor de un proyecto de ley que establecía la cobertura médica para los más desfavorecidos. Restablece la pena de muerte en el estado de Nueva York.
Con el alcalde Rudolph Giuliani, tuvo que hacer frente a los atentados del 11 de septiembre de 2001. En agosto de 2004, fue quien presentó a George W. Bush en la Convención Nacional Republicana en la ciudad de Nueva York.
El 27 de julio de 2005, después de tres mandatos consecutivos, George Pataki anuncia que no se presentará a un cuarto mandato. Así, dejó su puesto el 31 de diciembre de 2006, después de doce años en el cargo.
En septiembre de 2007, George W. Bush nombró a Pataki delegado de Estados Unidos ante las Naciones Unidas; esta decisión fue aprobada por amplia mayoría por el Senado de la Nación. En 2008, George Pataki fue considerado como uno de los posibles candidatos del Partido Republicano para las elecciones presidenciales.
George Pataki, un conservador moderado, está a favor del derecho al aborto , ciertos derechos de los homosexuales y la pena de muerte. También está en contra del matrimonio entre personas del mismo sexo.
George Pataki está casado y tiene cuatro hijos.
En mayo de 2015, lanzó su candidatura a la nominación del Partido Republicano para las elecciones presidenciales de 2016. En diciembre de 2015, sin embargo, suspendió su campaña.